# 刘军 (右前卫)
刘军（1970年1月25日—），上海人，是已退役的中国职业足球运动员，司职右前卫，曾经入选中国国家队，职业生涯主要效力于上海申花。
刘军长年效力于上海申花，是1995年申花“十连胜”和职业联赛首冠时右前卫位置上的绝对主力，体能充沛、拼抢积极，而且其远射、长传、传中技术都是球队有效的攻击手段。2001年他曾效力于青岛队，但是2002年初由于申思、祁宏等申花中场绝对主力转投同城上海中远，刘军又回到申花，并被任命为队长。2003年，申花夺得第二个联赛冠军后，刘军宣布退役。
退役后刘军曾出任甲级联赛上海东亚足球俱乐部助理教练。